# Аремберг
Аремберг (на немски: Aremberg) е комуна (община) в Рейнланд-Пфалц, Германия с 221 жители (към 31 декември 2011).
В селището се намират останките на замък Аремберг на планината със същото име Аремберг. Името му произлиза от река Ар. Замъкът е бил резиденция на фамилията Аренберги на Господство Аренберг (по-късно Графство Аренберг) и столица на Херцогство Аренберг (1549–1810). За пръв път замъкът е споменат през 1166 г. Около 1720 г. замъкът е променен на дворец.